# Trachinotus goreensis
Trachinotus goreensis är en fiskart som beskrevs av Cuvier 1832. Trachinotus goreensis ingår i släktet Trachinotus och familjen taggmakrillfiskar. Inga underarter finns listade i Catalogue of Life.